# والری ایلینیخ
والری ایلینیخ (روسی: Валерий Леонидович Ильиных؛ ۷ اوت ۱۹۴۷ – ۳ ژوئن ۱۹۸۲) ژیمناست هنری اهل اتحاد جماهیر شوروی سوسیالیستی بود.
وی در مسابقات کشوری و بین‌المللی در مجموع برندهٔ ۱ مدال نقره شده‌است.